# Hampala salweenensis
Hampala salweenensis és una espècie de peix cipriniforme de la família dels ciprínids.

## Morfologia
Els mascles poden assolir els 20,1 cm de longitud total.

## Distribució geogràfica
Es troba al riu Salween (nord-oest de Tailàndia).